# Lycianthes schlechteriana
Lycianthes schlechteriana är en potatisväxtart som först beskrevs av Friedrich August Georg Bitter, och fick sitt nu gällande namn av Friedrich August Georg Bitter. Lycianthes schlechteriana ingår i Himmelsögonsläktet som ingår i familjen potatisväxter. Inga underarter finns listade i Catalogue of Life.